# مزرعة محمد نور دشتي
مزرعة محمد نور دشتي (بالفارسية: مزرعه محمدنوردشتى) (بالإنجليزية: Mazraeh-ye Mohammad Nur Dashti)‏، قرية في ناحية صحراء باغ (بالفارسية: بخش صحراى باغ)، قسم صحراء باغ الريفي، مقاطعة لارستان، محافظة فارس، إيران. سُجلت في إحصاء عام 2006 ميلادية ولم تسجل أي معلومات عن عدد سكانها.